# Південний Андаман
Півде́нний Андама́н (англ. South Andaman Island), або Півде́нно-Андама́нський о́стрів — острів у складі Андаманських островів. Розташований на півдні острівної групи Великий Андаман, між Бенгалською затокою і Андаманським морем. Належить до району Південний Андаман, складової індійської союзної території Андаманські і Нікобарські острови. Площа — 1262 км2; довжина — 83 км, ширина — 28 км. Протяжність берегової лінії — 413 км. Найвища точка — 459 м. Найзаселеніший з усіх Андаманських островів; населення — 209602 особи (2011); густота населення — 166 осіб / км2. Батьківщина мисливців-збирачів пучікварів. Основні мови — гінді, андаманські мови. Найнаселеніший пункт — Порт-Блер. Постраждав від землетрусу в Індійському океані 2004 року.